# Béla Bartalos
Béla Bartalos (* 6. Juli 1948 in Polgárdi) ist ein ungarischer Handballtrainer, Torwarttrainer und ehemaliger Handballtorwart.

## Karriere
Der 1,82 m große Bartalos begann mit 16 Jahren in der Schule mit dem Handballspiel. Zunächst spielte er beim Drittligisten VT Vasas. Für den Erstligisten Szondy SE in Székesfehérvár lief er zehn Jahre auf. Mit Tatabánya KC wurde er 1978 und 1979 ungarischer Meister. Seine Karriere beendete Ungarns Handballer des Jahres 1979 nach dem Pokalsieg 1984 bei KC Veszprém.
Für die Ungarische Nationalmannschaft bestritt Bartalos zwischen 1970 und 1984 insgesamt 288 Länderspiele, in denen ihm zwei Torerfolge gelangen. Er nahm an den Weltmeisterschaften 1970 (8. Platz), 1974 (7. Platz), 1978 (9. Platz) und 1982 (9. Platz) teil. Bei den  Olympischen Spielen belegte er 1972 den achten, 1976 den sechsten und 1980 den vierten Rang.
Als Chef- und Torwarttrainer arbeitete Béla Bartalos über 20 Jahre in Kuwait. Des Weiteren war er bei Veszprém und der Frauenmannschaft Siófok KC beschäftigt. Derzeit arbeitet er für den ungarischen Handballverband.